# Longchuan (Dehong)
Der Kreis Longchuan (chinesisch 陇川县, Pinyin Lǒngchuān Xiàn) ist ein Kreis des Autonomen Bezirks Dehong der Dai und Jingpo im Westen der chinesischen Provinz Yunnan. Er hat eine Fläche von 1.873 km² und zählt 181.364 Einwohner (Stand: Zensus 2020). Sein Hauptort ist die Großgemeinde Zhangfeng (章凤镇).

## Administrative Gliederung
Auf Gemeindeebene setzt sich der Kreis aus vier Großgemeinden und fünf Gemeinden (davon eine der Achang) zusammen. Diese sind:
- Großgemeinde Zhangfeng 章凤镇
- Großgemeinde Longba 陇把镇
- Großgemeinde Jinghan 景罕镇
- Großgemeinde Chengzi 城子镇

- Gemeinde Husa der Achang 户撒阿昌族乡
- Gemeinde Huguo 护国乡
- Gemeinde Qingping 清平乡
- Gemeinde Wangzishu 王子树乡
- Gemeinde Mengyue 勐约乡